# 仲仕上町
仲仕上町（なかしあげまち）は、栃木県栃木市の地名。郵便番号は328-0025。
　

## 地理
大宮地区南部に位置し、東は大宮町・藤田町、西は神田町・城内町、南は樋ノ口町、北は今泉町と接している。
町内を流れる赤渕川にはナガレコウホネが群生しており、自治会が保護活動に取り組んでいる。

### 小・中学校の学区
市立小・中学校に通う場合、学区は以下の通りとなる。
| 番地 | 小学校               | 中学校             |
| ---- | -------------------- | ------------------ |
| 全域 | 栃木市立大宮南小学校 | 栃木市立東陽中学校 |

## 世帯数と人口
2017年（平成29年）8月31日現在の世帯数と人口は以下の通りである。
| 町丁     | 世帯数 | 人口  |
| -------- | ------ | ----- |
| 仲仕上町 | 94世帯 | 245人 |

## 交通

### 道路
一般県道
- 栃木県道243号小山城内線